# La Bigne
La Bigne és un municipi francès situat al departament de Calvados i a la regió de Normandia. L'any 2007 tenia 183 habitants.

## Demografia

### Població
El 2007 la població de fet de La Bigne era de 183 persones. Hi havia 68 famílies de les quals 16 eren unipersonals (4 homes vivint sols i 12 dones vivint soles), 24 parelles sense fills i 28 parelles amb fills.
La població ha evolucionat segons el següent gràfic:
Habitants censats

### Habitatges
El 2007 hi havia 86 habitatges, 70 eren l'habitatge principal de la família, 10 eren segones residències i 6 estaven desocupats. Tots els 85 habitatges eren cases. Dels 70 habitatges principals, 50 estaven ocupats pels seus propietaris, 18 estaven llogats i ocupats pels llogaters i 2 estaven cedits a títol gratuït; 3 tenien dues cambres, 7 en tenien tres, 15 en tenien quatre i 45 en tenien cinc o més. 47 habitatges disposaven pel capbaix d'una plaça de pàrquing. A 28 habitatges hi havia un automòbil i a 34 n'hi havia dos o més.

### Piràmide de població
La piràmide de població per edats i sexe el 2009 era:
| Homes | Edats   | Dones |
| ----- | ------- | ----- |
| 0     | 95 o +  | 0     |
| 0     | 90 a 94 | 0     |
| 0     | 85 a 89 | 0     |
| 0     | 80 a 84 | 0     |
| 4     | 75 a 79 | 16    |
| 4     | 70 a 74 | 0     |
| 0     | 65 a 69 | 0     |
| 0     | 60 a 64 | 4     |
| 4     | 55 a 59 | 0     |
| 4     | 50 a 54 | 0     |
| 4     | 45 a 49 | 8     |
| 16    | 40 a 44 | 4     |
| 4     | 35 a 39 | 0     |
| 8     | 30 a 34 | 16    |
| 4     | 25 a 29 | 8     |
| 4     | 20 a 24 | 4     |
| 12    | 15 a 19 | 4     |
| 8     | 10 a 14 | 4     |
| 8     | 5 a 9   | 8     |
| 8     | 0 a 4   | 4     |

## Economia
El 2007 la població en edat de treballar era de 135 persones, 104 eren actives i 31 eren inactives. De les 104 persones actives 96 estaven ocupades (55 homes i 41 dones) i 8 estaven aturades (5 homes i 3 dones). De les 31 persones inactives 9 estaven jubilades, 10 estaven estudiant i 12 estaven classificades com a «altres inactius».

### Ingressos
El 2009 a La Bigne hi havia 78 unitats fiscals que integraven 198 persones, la mediana anual d'ingressos fiscals per persona era de 16.734 €.

### Activitats econòmiques
Dels 5 establiments que hi havia el 2007, 3 eren d'empreses de construcció, 1 d'una empresa de comerç i reparació d'automòbils i 1 d'una empresa de serveis.
Dels 2 establiments de servei als particulars que hi havia el 2009, 1 era un paleta i 1 lampisteria.
L'any 2000 a La Bigne hi havia 9 explotacions agrícoles que ocupaven un total de 260 hectàrees.

## Poblacions més properes
El següent diagrama mostra les poblacions més properes.